# HX-63

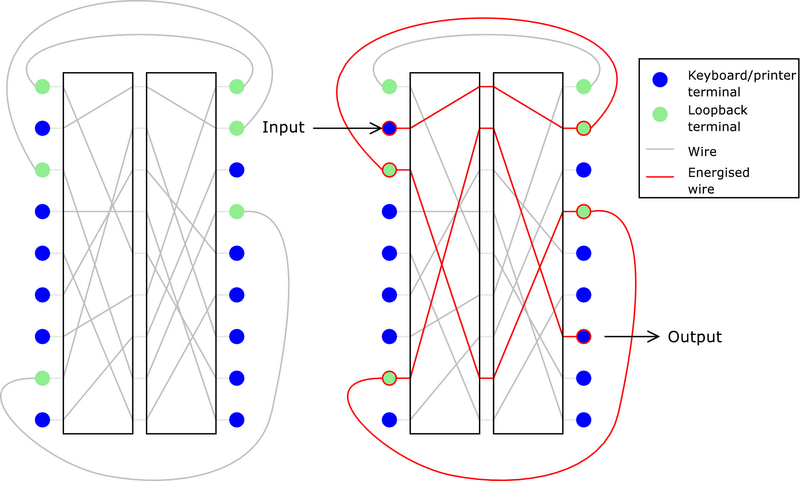
Schéma de construction d'un rotor en boucle ; dans cet exemple simplifié, deux rotors de neuf contacts chacun sont utilisés. Il y a six entrées et sorties, ce qui laisse trois fils de bouclage.

La HX-63 était une machine de chiffrement à rotors conçue par la société suisse Crypto AG de Boris Hagelin vers 1963. Cette machine avait neuf rotors, chacun avec 41 contacts. Il y avait 26 entrées et sorties, laissant ainsi 15 connexions « loop back » reboucler en entrée des rotors et suivant un chemin différent. De plus, chaque contact de rotor pouvait être activé par un ou deux chemins. Les mouvements des rotors étaient irréguliers et contrôlés par des commutateurs.
Seules douze de ces machines furent construites et elles ne furent utilisées que par un service du gouvernement français.